# غاريث باول
غاريث باول (بالإنجليزية: Gareth Powell)‏ هو صحفي وكاتب بريطاني وأسترالي، ولد في 26 مايو 1934 في Caerwys ‏ في المملكة المتحدة، وتوفي في 16 سبتمبر 2016 في Darlinghurst ‏ في أستراليا.